# TCR International Series
Le TCR International Series sono un campionato automobilistico fondato dall'ex direttore esecutivo del WTCC Marcello Lotti. Si classificano come una serie cadetta e propedeutica al WTCC riservata a vetture di categoria C. Il nome del campionato deriva dalla terminologia usata dalla FIA, che identifica con il termine TC1 le vetture utilizzate principalmente nel WTCC e con il termine TC2 le vetture utilizzate principalmente nell'ETCC.
Nel dicembre 2017, la FIA ha annunciato la fusione con il WTCC per dar vita al WTCR.

## Storia
Il 15 luglio 2014 Lotti ha annunciato la nascita delle TCR International Series; il neonato campionato avrebbe previsto un titolo piloti e un titolo scuderie e avrebbe avuto un numero massimo di otto scuderie e ventiquattro piloti. Alcune gare del campionato si sarebbero inoltre disputate in contemporanea con la Formula 1. Il 21 luglio è stato annunciato che il formato del campionato sarebbe stato identico a quello del WTCC, con due sessioni di prove libere, due sessioni di qualificazione e due gare alla domenica; la prima gara si sarebbe disputata a marzo 2015 in Italia. Lotti ha inoltre annunciato che le specifiche tecniche del campionato sono derivate da quelle della SEAT León Eurocup. Il 29 luglio l'ex pilota WTCC Pepe Oriola ha dichiarato di essere interessato a competere nel neonato campionato dopo la mancata omologazione da parte della Ford della nuova Ford Fiesta della scuderia Onyx Race Engineering per competere nel WTCC.

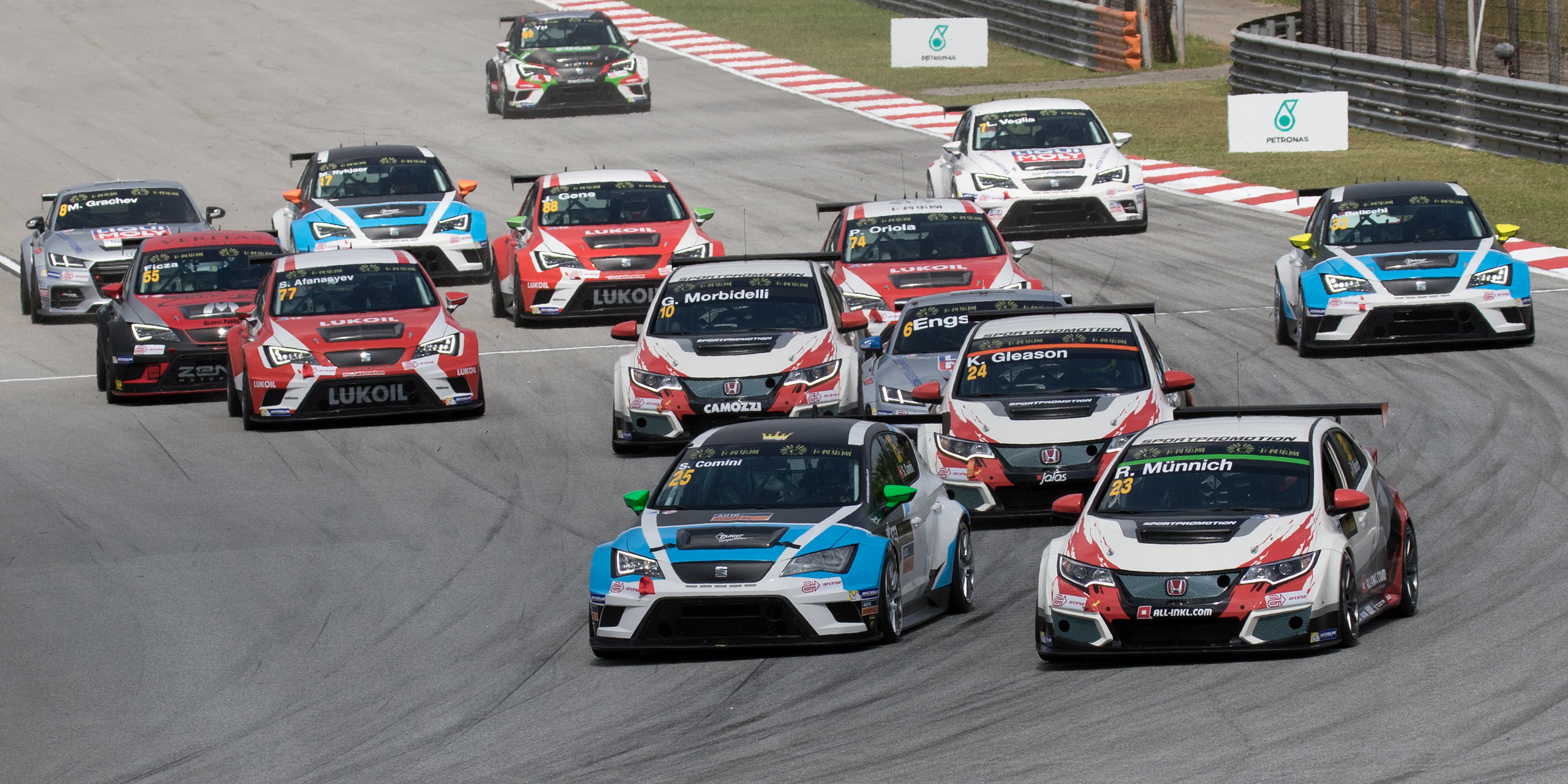
Partenza di Gara 1 del TCR International Series 2015 nel circuito di Sepang in Malesia

Il 15 settembre sono stati annunciati i primi dettagli delle TCR International Series: Target Competition è diventata la prima scuderia iscritta al campionato con delle SEAT León; anche la Onyx Race Engineering ha annunciato la sua iscrizione al campionato con delle Ford Focus in fase di sviluppo. Una settimana dopo Paolo Coloni, direttore della Scuderia Coloni, ha annunciato l'iscrizione del suo team alle TCR International Series. Il 31 ottobre è stato rilasciato il calendario provvisorio, che prevede dodici weekend di gare, dei quali cinque in Europa, quattro in Asia, due in Sud America e uno da annunciare. Il 7 novembre la scuderia svedese WestCoast Racing ha annunciato l'iscrizione alle TCR International Series con tre Honda Civic costruite dalla JAS Motorsport, la scuderia ufficiale della Honda nel WTCC. Il 20 novembre il Liqui Moli Team Engstler ha annunciato l'iscrizione al campionato con tre Volkswagen Golf, una delle quali guidata dal direttore della scuderia Franz Engstler. Il 5 dicembre la FIA ha approvato il nuovo campionato.
Il 27 gennaio 2015 Lotti ha annunciato l'iscrizione di tre ulteriori scuderie: Zengő Motorsport, Proteam Racing e Campos Racing. Tra la fine di febbraio e l'inizio di marzo la maggior parte delle scuderie aveva annunciato piloti e vetture, mentre Onyx Race Engineering, Paolo Coloni Racing e Proteam Racing non avevano ancora annunciato alcun pilota. Il 27 marzo 2015 il Liqui Moli Team Engstler ha annunciato che avrebbe iniziato la stagione con due Audi TT, per le quali è stata ottenuta una specifica autorizzazione, ed una SEAT León, per poi passare alle Golf a stagione in corso. Il 28 marzo è iniziata la prima stagione delle TCR International Series; la maggior parte delle scuderie schierano le León preparate dalla SEAT per il suo campionato monomarca; le eccezioni sono i già citati Liqui Moli Team Engstler e WestCoast Racing e la Campos Racing, che schiera due Opel Astra. La Onyx Race Engineering ha rinunciato all'iscrizione al campionato per concentrarsi sulla preparazione di una Ford Focus, che è stata affidata alla Proteam Racing, mentre la Paolo Coloni Racing ha anch'essa rinunciato ad iscriversi al campionato.
Il 29 marzo è iniziato il nuovo campionato. Oltre alle sette scuderie iscritte regolarmente, diverse altre scuderie si sono iscritte a una o più gare. Il 28 aprile la Top Run Motorsport ha annunciato l'intenzione di preparare una Subaru WRX STi con specifiche TCR, che ha debuttato il 20 settembre a Singapore, portando così il numero di marche rappresentate a sette (oltre a SEAT, Honda, Volkswagen, Audi, Opel e Ford). Il 9 ottobre la Romeo Ferraris ha annunciato l'intenzione di preparare un'Alfa Romeo Giulietta per farla debuttare nell'ultima gara della stagione 2015 in vista di un impegno a tempo pieno nella 2016; l'auto non è stata però ultimata in tempo e il suo debutto e di conseguenza slittato per il 2016. Il campionato è stato vinto dallo svizzero Stefano Comini su SEAT León Cup Racer, mentre tra le scuderie ha trionfato l'italiana Target Competition.

## Competizioni TCR nazionali o regionali

### Asia
Il 14 agosto 2014 è stata annunciata la nascita delle TCR Asia Series, campionato cadetto delle TCR International Series che sarebbe stato organizzato da David Sonenscher, presidente della compagnia Motorsport Asia ed ex direttore esecutivo delle Asian Touring Car Series e della Porsche Carrera Cup Asia; sono previste sette gare per la nuova serie, alcune delle quali disputate in contemporanea con le TCR International Series. Inizialmente il calendario prevedeva 6 gare, successivamente ridotte a 5 e infine a 4; le ultime due gare si sono inoltre disputate insieme a quelle delle TCR International Series. Al campionato hanno partecipato principalmente le scuderie asiatiche iscritte alle ultime gare delle TCR International Series. Il titolo piloti è stato vinto dall'hongkonghese Michael Choi su Honda Civic TCR, mentre il titolo scuderie è stato vinto dall'Asia Racing Team.
Per la stagione successiva è stato ampliato il calendario, passando da quattro a sei gare, con nuove gare disputate in Cina e in Corea del Sud.

### Portogallo
Il 6 settembre 2014 è stata annunciata la creazione delle TCR Portuguese Series come classe del Campeonato Nacional de Velocidade. Unico iscritto alla classe TCR è stato Francisco Mora su SEAT León Cup Racer, che si è dunque aggiudicato il titolo piloti.
A partire dalla stagione seguente il Campeonato Nacional de Velocidade Turismos è stato separato dal campionato riservato alle vetture gran turismo ed è stato diviso in tre classi: TCR, TCS, riservata a vetture più strettamente derivate da quelle di serie, e TCC, riservata a vetture da coppa.

### Italia
Il 16 dicembre 2014 è stata annunciata la creazione delle TCR Italian Series come classe del Campionato Italiano Turismo Endurance. Il 27 gennaio 2015 è stato annunciato il calendario provvisorio del campionato. Unica iscritta regolare è stata Valentina Albanese della SEAT Sport Italia, che si è di conseguenza aggiudicata il titolo TCR.
Per la stagione 2016 il Campionato Italiano Turismo Endurance è diventato Campionato Italiano Turismo, diviso in due classi: TCR e TCS, quest'ultima riservata a vetture più strettamente derivate da quelle di serie.

### Benelux
Il 19 dicembre 2014 il Royal Automobile Club of Belgium e la Kronos Events hanno annunciato di essere in fase di organizzazione di un campionato cadetto delle TCR International Series in Belgio per il 2016. Il 4 dicembre 2014 è stata annunciata la pianificazione di un singolo evento per il 2015 per poi passare ad un vero e proprio campionato nel 2016, con gare in Belgio, Paesi Bassi e Lussemburgo. Successivamente la serie è stata definitivamente posticipata al 2016.

### Stati Uniti
Il 20 dicembre 2014 è stata annunciata la creazione delle TCR USA Series come classe dello United States Touring Car Championship per il 2015, con l'obbiettivo di creare un campionato indipendente nel 2016. La classe TCR non ha tuttavia registrato iscrizioni e di conseguenza il progetto TCR negli Stati Uniti è stato abbandonato.

### Russia
Il 2 febbraio 2015 è stata annunciata la creazione delle TCR Russian Series come classe delle Russian Circuit Racing Series. Il titolo TCR è stato vinto da Aleksej Dudukalo su SEAT León Cup Racer, mentre il titolo scuderie è stato vinto dalla scuderia di quest'ultimo, il Lukoil Racing Team.

### Thailandia
Il 5 luglio 2015 sono state annunciate le TCR Thailand Series. Il nuovo campionato è partito nel 2016 come serie di supporto delle Thailand Super Series.

### Germania
Il 16 settembre 2015 è stata annunciata la nascita dell'ADAC TCR German Touring Car Championship, organizzato congiuntamente dalla ADAC e dalla Engstler Motorsport, scuderia già impegnata nelle TCR International Series. Il nuovo campionato viene corso in concomitanza con gli ADAC GT Masters e la ADAC Formula 4.

### Europa
Il 15 ottobre 2015 Lotti ha dichiarato di essere intenzionato a fondare un nuovo campionato TCR europeo. Il 26 febbraio 2016 è stata annunciata la creazione del TCR Trophy Europe. Il nuovo trofeo non godeva di un calendario vero e proprio, ma si sarebbe tenuto durante alcune gare delle serie TCR europee che sarebbero state rese valide anche per il Trofeo europeo. Per la stagione 2017 il formato del trofeo è stato completamente stravolto, diventando una serie ad una sola gara indipendente da altri campionati disputata sul circuito di Adria.

### Americhe
Il 4 maggio 2016 è stata annunciata la creazione delle TCR Las Americas Series, il terzo campionato TCR continentale dopo le TCR Asia Series e il TCR Trophy Europe. Il campionato comprende gare in diversi stati americani, dagli Stati Uniti al Venezuela.

### Scandinavia
Il 9 giugno 2016 lo Scandinavian Touring Car Championship ha annunciato il passaggio alle specifiche TCR a partire dalla stagione 2017. In occasione del passaggio alle nuove specifiche il campionato, che negli anni precedenti si era disputato solo in Svezia, ha annunciato una gara anche in Finlandia per il 2017, con l'obiettivo di espandersi in altri paesi scandinavi negli anni successivi.

### Paesi baltici
Il 23 luglio 2016 gli organizzatori della 1000 kilometrų lenktynės (disputata sul circuito di Palanga, in Lituania) hanno confermato l'addizione di una classe TCR all'evento, con l'obiettivo di fondare un vero e proprio campionato nel 2017 con gare disputate nei paesi baltici e in Polonia.

### Iberia
L'8 novembre 2016 è stata annunciata la fusione delle TCR Portuguese Series e delle TCR Spanish Series per formare le TCR Iberico Series. Il nuovo campionato, composto da eventi sia in Spagna che in Portogallo, avrebbe previsto sia un titolo assoluto, che due titoli nazionali.

## Specifiche tecniche
- Auto eleggibili: veicoli a 4/5 porte.
- Scocca: scocca di serie rinforzata; modifiche al passaruota consentite per ospitare gli pneumatici.
- Peso minimo: 1250 kg per vetture con cambio di serie, 1285 kg per vetture con cambio da corsa (incluso il pilota).
- Lunghezza minima: 4,20 metri.
- Larghezza massima: 1,95 metri.
- Motore: turbocompresso a benzina o gasolio fino a 2 litri.
- Coppia: 410 Nm circa.
- Potenza: 330 CV
- Lubrificazione: a carter umido.
- Scarico: convertitore catalitico convertito usando parti di serie.
- Trazione: anteriore o posteriore
- Cambio: di serie o sequenziale TCR International Series; cambio robotizzato di serie consentito.
- Sospensioni anteriori: configurazione di serie, design dei componenti libero.
- Sospensioni posteriori: design dell'auto di serie con componenti rinforzati.
- Freni anteriori: massimo 6 pistoncini; diametro massimo dei dischi di 380 mm.
- Freni posteriori: massimo 2 pistoncini; ABS di serie consentito.
- Ruote: dimensione massima dei cerchi: 10 x 18.
- Aerodinamica:
  - Spoiler anteriore: SEAT León Eurocup 2014
  - Alettone posteriore: appendice FIA J, articolo 263 2014.
  - Altezza dal suolo: minimo 80 mm.
  - Rapporto peso/potenza: nei limiti del bilanciamento delle prestazioni (variazione tra +70 a -20 kg dal peso minimo della vettura).

### Vetture omologate
| Vettura                    | Motore                    | Costruttore                |
| -------------------------- | ------------------------- | -------------------------- |
| Alfa Romeo Giulietta TCR   | Alfa Romeo 1.750 TBi      | Romeo Ferraris             |
| Audi RS3 LMS TCR           | Volkswagen EA888 2.0 TFSI | Audi Sport                 |
| CUPRA TCR                  | Volkswagen EA888 2.0 TSI  | CUPRA Racing               |
| CUPRA Leon Competiciòn TCR | Volkswagen EA888 2.0 TSI  | CUPRA Racing               |
| Ford Focus ST              | Ford 2.0 EcoBoost         | Onyx Race Engineering      |
| Ford Focus TCR             | Ford 2.0 EcoBoost         | Formula Racing Development |
| Honda Civic TCR            | Honda R20A i-VTEC SOHC    | JAS Motorsport             |
| Honda Civic Type R TCR     | Honda R20A i-VTEC SOHC    | JAS Motorsport             |
| Hyundai i30 N TCR          | Hyundai Theta II G4KD     | Hyundai Motorsport         |
| Hyundai Veloster N TCR     | Hyundai Theta II G4KD     | Hyundai Motorsport         |
| Kia Cee'd TCR              | Hyundai Theta II G4KD     | STARD                      |
| Lada Vesta TCR             | Renault F4RT              | Lada Sport                 |
| Lynk & Co 03 TCR           | Volvo 2.0T Powershift     | Cyan Racing                |
| MG6 XPower TCR             | SAIC 20L4E TGI            | SAIC Motor                 |
| Opel Astra TCR             | GM Ecotec 2.0L LTG        | Lubner Motorsport          |
| Peugeot 308 Racing Cup     | Prince EP6FDTR 1.6l THP   | Peugeot Sport              |
| Peugeot 308 TCR            | Prince EP6FDTR 1.6l THP   | Peugeot Sport              |
| Renault Mégane TCR         | 1.8 Energy TCe I4         | Vuković Motorsport         |
| SEAT León Cup Racer        | Volkswagen EA888 2.0 TSI  | SEAT Sport                 |
| SEAT León TCR              | Volkswagen EA888 2.0 TSI  | SEAT Sport                 |
| Subaru WRX STi TCR         | Subaru EJ257              | Top Run Motorsport         |
| Volkswagen Golf GTI TCR    | Volkswagen EA888 2.0 TSI  | Volkswagen Motorsport      |

## Sistema di punteggio
Il sistema di punteggio è identico a quello usato nella Formula 1.
| Posizione | 1ª | 2ª | 3ª | 4ª | 5ª | 6ª | 7ª | 8ª | 9ª | 10ª |
| Punti     | 25 | 18 | 15 | 12 | 10 | 8  | 6  | 4  | 2  | 1   |

## Albo d'oro
| Campionato       | 2015               | 2016                   | 2017               | 2018                     | 2019                 | 2020              | 2021                | 2022             |               |
| ---------------- | ------------------ | ---------------------- | ------------------ | ------------------------ | -------------------- | ----------------- | ------------------- | ---------------- | ------------- |
| Internazionale   | Stefano Comini     | Stefano Comini         | Jean-Karl Vernay   | Non disputato            | Non disputato        | Non disputato     | Non disputato       | Non disputato    |               |
| WTCR             | Non disputato      | Non disputato          | Non disputato      | Gabriele Tarquini        | Norbert Michelisz    | Yann Ehrlacher    | Yann Ehrlacher      |                  |               |
| Asia             | Michael Choi       | Andy Yan               | Kantadhee Kusiri   | Luca Engstler            | Luca Engstler        | Non disputato     | Jason Zhang         |                  |               |
| Russia           | Aleksej Dudukalo   | Dimitrij Bragin        | Dimitrij Bragin    | Dimitrij Bragin          | Dimitrij Bragin      | Kirill Ladygin    | Kirill Ladygin      | Dimitrij Bragin  |               |
| Italia           | Valentina Albanese | Roberto Colciago       | Nicola Baldan      | Salvatore Tavano         | Salvatore Tavano     | Eric Brigliadori  | Antti Buri          | Niels Langeveld  |               |
| Portogallo       | Francisco Mora     | Francisco Mora         | Francisco Mora     | Pedro Salvador           | Non disputato        | Non disputato     | Non disputato       | Non disputato    |               |
| Germania         | Non disputato      | Josh Files             | Josh Files         | Harald Proczyk           | Max Hesse            | Antti Buri        | Luca Engstler       | Martin Andersen  |               |
| Benelux          | Non disputato      | Stéphane Lémeret       | Benjamin Lessennes | Jean-Karl Vernay         | Julien Briché        | Non disputato     | Non disputato       | Non disputato    |               |
| Spagna           | Non disputato      | Jaime Font Faust Salom | Francisco Mora     | David Cebrián Max Llobet | Alba Cano            | Evgenij Leonov    | Mike Halder         | Isidro Callejas  |               |
| Thailandia       | Non disputato      | Carlo van Dam          | Pasarit Promsombat | Jakraphan Davee          | Non disputato        | Non disputato     | Non disputato       | Non disputato    |               |
| Europa           | Non disputato      | Pierre-Yves Corthals   | Aurélien Comte     | Mikel Azcona             | Josh Files           | Mehdi Bennani     | Mikel Azcona        | Franco Girolami  |               |
| Scandinavia      | Non disputato      | Non disputato          | Robert Dahlgren    | Johan Kristoffersson     | Robert Dahlgren      | Robert Huff       | Robert Dahlgren     | Robert Dahlgren  |               |
| Medio oriente    | Non disputato      | Non disputato          | Josh Files         | Luca Engstler            | René Münnich         | Non disputato     | Non disputato       | Non disputato    |               |
| Penisola iberica | Non disputato      | Non disputato          | Francisco Abreu    | Pedro Salvador           | Francisco Mora       | Gonzalo De Andrés | Mike Halder         | Non disputato    |               |
| Cina             | Non disputato      | Non disputato          | Andy Yan           | Alex Hui Sunny Wong      | Huang Chu Han        | Ma Qinghua        | Rodolfo Ávila       |                  |               |
| Paesi baltici    | Non disputato      | Non disputato          | Ernesta Globyte    | Ernesta Globyte          | Džiugas Tovilavičius | Girts Kruzmanis   | Non disputato       | Non disputato    |               |
| Regno Unito      | Non disputato      | Non disputato          | Non disputato      | Daniel Lloyd             | James Turkington     | Lewis Kent        | Lewis Kent          | Chris Smiley     |               |
| Corea del Sud    | Non disputato      | Non disputato          | Non disputato      | Charlie Kang             | Non disputato        | Non disputato     | Non disputato       | Non disputato    |               |
| Svizzera         | Non disputato      | Non disputato          | Non disputato      | Attila Tassi             | Non disputato        | Non disputato     | Non disputato       | Non disputato    | Non disputato |
| Malesia          | Non disputato      | Non disputato          | Non disputato      | Non disputato            | Luca Engstler        | Luca Engstler     | Non disputato       | Non disputato    |               |
| Australia        | Non disputato      | Non disputato          | Non disputato      | Non disputato            | Will Brown           | Non disputato     | Chaz Mostert        |                  |               |
| Giappone         | Non disputato      | Non disputato          | Non disputato      | Non disputato            | Matthew Howson       | Takuro Shinohara  | "Hirobon"           | "Hirobon"        |               |
| Giappone         | Non disputato      | Non disputato          | Non disputato      | Non disputato            | Takeshi Matsumoto    | Takuro Shinohara  | "Hirobon"           | "Hirobon"        |               |
| Europa orientale | Non disputato      | Non disputato          | Non disputato      | Non disputato            | Milovan Vesnić       | Dušan Borković    | Michal Makeš        | Bartosz Groszek  |               |
| Danimarca        | Non disputato      | Non disputato          | Non disputato      | Non disputato            | Non disputato        | Kasper Jensen     | Kasper Jensen       | Kasper Jensen    |               |
| Nuova Zelanda    | Non disputato      | Non disputato          | Non disputato      | Non disputato            | Non disputato        | Non disputato     | Chris van der Drift | Non disputato    |               |
| Sud America      | Non disputato      | Non disputato          | Non disputato      | Non disputato            | Non disputato        | Non disputato     | Pepe Oriola         | Fabricio Pezzini |               |

## Serie
| Serie                    | Anni        |
| ------------------------ | ----------- |
| TCR International Series | 2015 · 2016 |
| TCR Asia Series          | 2015 · 2016 |
| TCR Russian Series       | 2015 · 2016 |
| TCR Italian Series       | 2015 · 2016 |
| TCR Portuguese Series    | 2015 - 2016 |
| TCR USA Series           | 2015        |
| TCR Benelux Series       | 2016        |
| TCR European Series      | 2016        |
| TCR Germany Series       | 2016        |